# Борейко, Станислав Геннадиевич
Станисла́в Генна́диевич Боре́йко (7 апреля 1965, Херсон) — советский гребец-байдарочник, выступал за сборную СССР во второй половине 1980-х годов. Серебряный и бронзовый призёр чемпионатов мира, четырёхкратный чемпион Советского Союза, победитель многих регат республиканского и всесоюзного значения. На соревнованиях представлял спортивное общество Профсоюзов, мастер спорта международного класса.

## Биография
Станислав Борейко родился 7 апреля 1965 года в городе Херсоне Украинской ССР. Активно заниматься греблей начал в раннем детстве, проходил подготовку в добровольном спортивном обществе Профсоюзов.
Первого серьёзного успеха на взрослом уровне добился в 1986 году, когда стал чемпионом СССР в зачёте одиночных байдарок на дистанции 10000 метров. Благодаря череде удачных выступлений попал в основной состав советской национальной сборной и удостоился права защищать честь страны на чемпионате мира в канадском Монреале, где получил в одиночках на десяти километрах бронзовую медаль — в финале проиграл венгру Ференцу Чипешу и французу Бернару Брежону.
В 1988 году Борейко одержал победу сразу в двух дисциплинах всесоюзного первенства: в одиночках на дистанции 10000 метров и в эстафете 4 × 500 метров. Год спустя побывал на мировом первенстве в болгарском Пловдиве, откуда привёз награду серебряного достоинства, выигранную в одиночках на десяти километрах — в решающем заезде его обошёл только чехословацкий байдарочник Аттила Сабо. На последнем чемпионате Советского Союза в 1991 году Станислав Борейко вновь был лучшим в одиночках на десяти тысячах метрах, став таким образом четырёхкратным чемпионом страны. За выдающиеся спортивные достижения удостоен почётного звания «Мастер спорта СССР международного класса».
Завершив карьеру профессионального спортсмена, регулярно выступал на различных ветеранских и любительских соревнованиях. Так, в 2010 году стал победителем Кубка Чёрного моря в Одессе на лодках класса «дракон».